# Ondřej (olomoucký biskup)
Ondřej z Doubravice byl biskup olomoucký v letech 1091–1096.

## Začátky kariéry
Původně byl dvorním kaplanem knížete Vratislava II. První vyšší funkce, do níž byl jmenován, byla svatovítský komorník (kanovník) v Praze. V roce 1075 se stal v pořadí druhým proboštem litoměřické kapituly, kterou vedl 19 let do 12. března 1094, kdy na funkci rezignoval.

## Biskupská služba
Počátek jeho biskupského úřadu je spojen s obnovením biskupství na Moravě knížetem Vratislavem II. v roce 1091.
Ondřejovu laickou investituru, spolu s investiturou pražského biskupa Kosmy, provedl v Mantově dne 4. ledna 1092 římský císař Jindřich IV. Biskupské svěcení přijal od mohučského arcibiskupa metropolity Rudharta (Richarda) 12. března 1094. Biskup Ondřej zemřel 22. května 1096 a byl pohřben v katedrálním kostele sv. Petra v Olomouci.